# Rotsvast

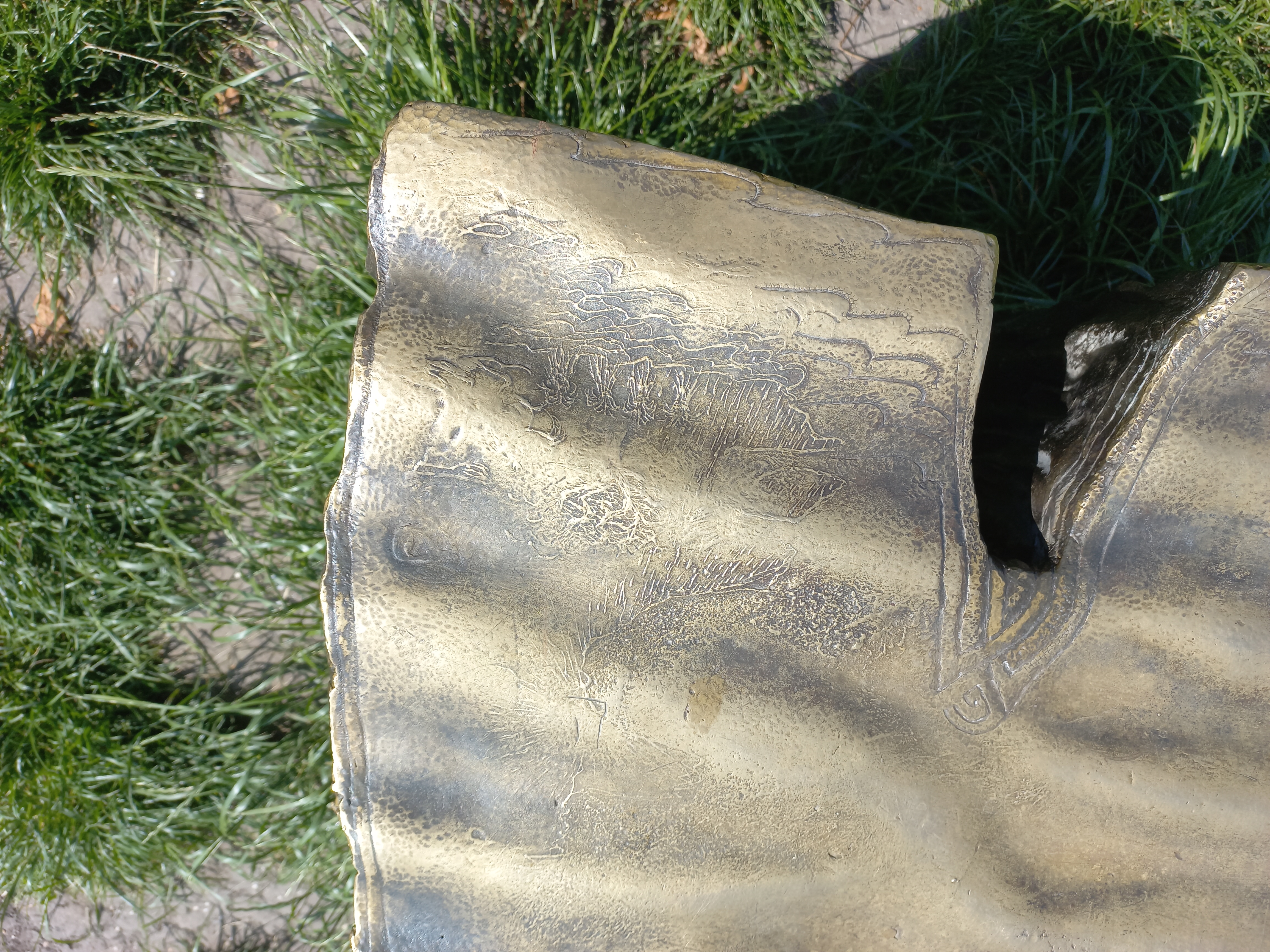
Inkervingen in Rotsvast (juni 2025)

Rotsvast is een artistiek kunstwerk in Amsterdam-Oost. Sinds de plaatsing rond 1982 ging het ongeveer vijfentwintig jaar door het leven als werk van een onbekende kunstenaar; het stond er zomaar ineens. Een oproep begin 21e eeuw via stadsdeel Zeeburg overgenomen door Het Parool en RTV Noord-Holland moest er aan te pas komen om de kunstenaar te achterhalen: Rob Ligtvoet, die het wel spannend vond dat het zo lang onbekend bleef. Zelf kreeg hij toch wel enige bekendheid met zijn beeld Twee handen in Andijk.
Deze legde toen verder uit. Het was een beeld dat hij in de jaren zeventig had gemaakt en het werd op den duur een sta in de weg werd in zijn atelier. Hij heeft het toen hij moest verhuizen met een aantal vrienden ingegraven in een grasveld in het Flevopark nabij het Nieuwe Diep. Het geheel bestaat uit een bronzen constructie die wat weg heeft van een onhandig keukentrapje (met één tree; het werd een bijnaam) of een zitbank (daarvoor wordt het wel gebruikt). Omdat het aan het meer staat leekt het erop dat het golfpatroon van de constructie geïnspireerd is door de golfjes van het Nieuwe Diep. Toen eenmaal bekend werd wie het gemaakt had en hoe, bleek dat het een afdruk is van het strand nabij IJmuiden. Bij blik op het beeld past het echter ook in de eerste variant. Het geheel lijkt uit losse delen te bestaan, maar is opgebouwd uit één bronzen plaat. Over de titel wilde de kunstenaar niets kwijt; het is wat het is; het staat rotsvast in het landschap.